# Sonata para piano n.º 23 (Beethoven)
A Sonata para Piano n.° 23 de Beethoven é também conhecida como "Appassionata".